# 小雀公園
小雀公園（こすずめこうえん）は、横浜市戸塚区に位置する横浜市立の都市公園（総合公園）である。園内には雑木林、湧水が流れる小川に沿ってヨシ原やため池などがあり、夏にはホタルがみられるなど、自然豊かな公園である。

## 主な施設
- テニスコート（4面）
- 運動広場（野球、サッカー）
- 駐車場